# وامين (باد كاليه)
وامين، باد كاليه (بالفرنسية: Wamin)‏ هي بلدية تقع في إقليم باد كاليه من منطقة نور با دو كاليه في شمال فرنسا. تبلغ مساحة هذه المدينة 6.06 (كم²)، وترتفع عن سطح البحر 39 م، يبلغ عدد سكانها 262 نسمة حسب إحصاء المعهد الوطني للإحصاء والدراسات الاقتصادية سنة 2009 م. وترأس Armand Alisse البلدية خلال فترة (2001-2008).